# (33751) 1999 RR21
1999 RR21 (asteroide 33751) é um asteroide da cintura principal. Possui uma excentricidade de 0.11014090 e uma inclinação de 2.58553º.
Este asteroide foi descoberto no dia 7 de setembro de 1999 por LINEAR em Socorro.